# Vuelta a España 2011
66. edycja Vuelta a España odbyła się w dniach od 20 sierpnia do 11 września 2011 roku. Wyścig rozpoczął się drużynową czasówką w Benidorm na dystansie 13,5 km, a zakończył się tradycyjnie w Madrycie. Łącznie kolarze przejechali 3300 km, w tym 13,5 km w jeździe drużynowej na czas i 47 km w jeździe indywidualnej na czas. Podczas tegorocznej Vuelty kolarze pokonali 9 górskich etapów, 4 pagórkowate i 8 płaskich.
Zwycięzcą wyścigu został niespodziewanie kolarz gospodarzy Juan José Cobo, który okazał się lepszy o 13 sekund od kolarza z Wielkiej Brytanii Chrisa Froome’a. Trzecie miejsce wywalczył Bradley Wiggins.
W wyścigu wystartowało czterech Polaków: Przemysław Niemiec z grupy Lampre-ISD, Michał Gołaś z teamu Vacansoleil-DCM, oraz dwóch kolarzy grupy Saxo Bank-SunGard Rafał Majka i Jarosław Marycz. Do mety Vuelty dotarło tylko dwóch polskich kolarzy – Przemysław Niemiec, który ukończył wyścig na 54. pozycji ze stratą do zwycięzcy prawie dwóch godzin, oraz Jarosław Marycz, który zajął odległą 149. lokatę ze stratą cztery i pół godziny do Juana José Cobo. Michał Gołaś i Rafał Majka wycofali się z powodu obrażeń jakich doznali w kraksach, przy czym Rafał Majka przed kraksą zajmował 29. pozycję w klasyfikacji generalnej.

## Uczestnicy
W wyścigu wystartowało 18 zawodowych zespołów UCI World Tour 2011 oraz cztery dodatkowe ekipy zaproszone przez organizatorów. Na starcie stanęło 198 kolarzy, wśród nich czterech polskich kolarzy – z nr startowym 94 Przemysław Niemiec z grupy Lampre ISD, Rafał Majka (wycofał się z wyścigu po skutkach kraksy na 16. etapie) z nr 166 i ze 167 Jarosław Marycz (obaj z Saxo Bank-SunGard) oraz z nr 213 Michał Gołaś (wycofał się po 7. etapie) z grupy Vacansoleil-DCM.
Z nr 1 wystartował ubiegłoroczny triumfator Vuelta a España Włoch Vincenzo Nibali, a z nr 7 Słowak Peter Sagan, zwycięzca tegorocznego Tour de Pologne (obaj z grupy Liquigas-Cannondale).
| Numery  | Kod | Drużyna                |
| ------- | --- | ---------------------- |
| 1-9     | LIQ | Liquigas-Cannondale    |
| 11-19   | ALM | Ag2r-La Mondiale       |
| 21-29   | ACG | Andalucía-Caja Granada |
| 31-39   | BMC | BMC Racing Team        |
| 41-49   | COF | Cofidis                |
| 51-59   | EUS | Euskaltel-Euskadi      |
| 61-69   | GEO | Geox-TMC               |
| 71-79   | THR | HTC-Highroad           |
| 81-89   | KAT | Team Katusha           |
| 91-99   | LAM | Lampre-ISD             |
| 101-109 | LEO | Leopard Trek Team      |

| Numery  | Kod | Drużyna                          |
| ------- | --- | -------------------------------- |
| 111-119 | MOV | Movistar Team                    |
| 121-129 | OLO | Omega Pharma-Lotto               |
| 131-139 | AST | Pro Team Astana                  |
| 141-149 | QST | Quick Step Cycling Team          |
| 151-159 | RAB | Rabobank Cycling Team            |
| 161-169 | SBS | Saxo Bank-SunGard                |
| 171-179 | SKS | Skil-Shimano                     |
| 181-189 | SKY | Sky Procycling                   |
| 191-199 | GRM | Team Garmin-Cervélo              |
| 201-209 | RSH | Team RadioShack                  |
| 211-219 | VCD | Vacansoleil-DCM Pro Cycling Team |

## Lista etapów
| 1.  | 20 sierpnia | Benidorm                                          | 13,5 km (TTT) |               | Leopard Trek Team  | Jakob Fuglsang    |               |               |
| 2.  | 21 sierpnia | La Nucia – Playas de Orihuela                     | 175,5 km      |               | Christopher Sutton | Daniele Bennati   |               |               |
| 3.  | 22 sierpnia | Petrer – Totana                                   | 163 km        |               | Pablo Lastras      | Pablo Lastras     |               |               |
| 4.  | 23 sierpnia | Baza – Sierra Nevada                              | 170,2 km      |               | Daniel Moreno      | Sylvain Chavanel  |               |               |
| 5.  | 24 sierpnia | Guadix – Sierra Nevada – Valdepeñas de Jaén       | 187 km        |               | Joaquim Rodríguez  | Sylvain Chavanel  |               |               |
| 6.  | 25 sierpnia | Úbeda – Kordoba                                   | 196,8 km      |               | Peter Sagan        | Sylvain Chavanel  |               |               |
| 7.  | 26 sierpnia | Almadén – Talavera de la Reina                    | 187,6 km      |               | Marcel Kittel      | Sylvain Chavanel  |               |               |
| 8.  | 27 sierpnia | Talavera de la Reina – San Lorenzo de El Escorial | 177,3 km      |               | Joaquim Rodríguez  | Joaquim Rodríguez |               |               |
| 9.  | 28 sierpnia | Villacastín – La Covatilla                        | 183 km        |               | Daniel Martin      | Bauke Mollema     |               |               |
| 10. | 29 sierpnia | Salamanka                                         | 47 km (ITT)   |               | Tony Martin        | Chris Froome      |               |               |
|     | 30 sierpnia | Dzień przerwy                                     | Dzień przerwy | Dzień przerwy | Dzień przerwy      | Dzień przerwy     | Dzień przerwy | Dzień przerwy |
| 11. | 31 sierpnia | Verín – Manzaneda                                 | 167 km        |               | David Moncoutié    | Bradley Wiggins   |               |               |
| 12. | 1 września  | Ponteareas – Pontevedra                           | 167,3 km      |               | Peter Sagan        | Bradley Wiggins   |               |               |
| 13. | 2 września  | Sarria – Ponferrada                               | 158,2 km      |               | Michael Albasini   | Bradley Wiggins   |               |               |
| 14. | 3 września  | Astorga – Lagos de Somiedo                        | 172,8 km      |               | Rein Taaramäe      | Bradley Wiggins   |               |               |
| 15. | 4 września  | Avilés – Angliru                                  | 142,2 km      |               | Juan José Cobo     | Juan José Cobo    |               |               |
|     | 5 września  | Dzień przerwy                                     | Dzień przerwy | Dzień przerwy | Dzień przerwy      | Dzień przerwy     | Dzień przerwy | Dzień przerwy |
| 16. | 6 września  | La Olmeda – Haro                                  | 188,1 km      |               | Juan José Haedo    | Juan José Cobo    |               |               |
| 17. | 7 września  | Faustino V – Peña Cabarga                         | 211 km        |               | Chris Froome       | Juan José Cobo    |               |               |
| 18. | 8 września  | Solares – Noja                                    | 174,6 km      |               | Francesco Gavazzi  | Juan José Cobo    |               |               |
| 19. | 9 września  | Noja – Bilbao                                     | 158,5 km      |               | Igor Antón         | Juan José Cobo    |               |               |
| 20. | 10 września | Bilbao – Vitoria-Gasteiz                          | 185 km        |               | Daniele Bennati    | Juan José Cobo    |               |               |
| 21. | 11 września | Circuito del Jarama – Madryt                      | 94,2 km       |               | Peter Sagan        | Juan José Cobo    |               |               |

### Etap 1 – 20.08: Benidorm > Benidorm, 13,5 km
| #  | Zespół              | Czas    |  |
| -- | ------------------- | ------- |  |
| 1  | Leopard Trek Team   | 16' 30" |  |
| 2  | Liquigas-Cannondale | + 4"    |  |
| 3  | HTC-Highroad        | + 9"    |  |
|    |                     |         |  |
| 13 | Saxo Bank-SunGard   | + 28"   |  |
| 16 | Lampre-ISD          | + 32"   |  |
| 18 | Vacansoleil-DCM     | + 39"   |  |

| #   | Zawodnik           | Zespół | Czas    |
| --- | ------------------ | ------ | ------- |
| 1   | Jakob Fuglsang     | LEO    | 16' 30" |
| 2   | Fabian Cancellara  | LEO    | + 0"    |
| 3   | Maxime Monfort     | LEO    | + 0"    |
|     |                    |        |         |
| 83  | Rafał Majka        | SBS    | + 28"   |
| 102 | Przemysław Niemiec | LAM    | + 32"   |
| 118 | Michał Gołaś       | VCD    | + 39"   |
| 149 | Jarosław Marycz    | SBS    | + 52"   |

### Etap 2 – 21.08: La Nucia > Playas de Orihuela, 175,5 km
| #   | Zawodnik           | Zespół | Czas       |
| --- | ------------------ | ------ | ---------- |
| 1   | Christopher Sutton | SKY    | 4h 11' 41" |
| 2   | Vicente Reynès     | OLO    | + 0"       |
| 3   | Marcel Kittel      | SKS    | + 0"       |
|     |                    |        |            |
| 39  | Michał Gołaś       | VCD    | + 0"       |
| 113 | Przemysław Niemiec | LAM    | + 28"      |
| 116 | Rafał Majka        | SBS    | + 28"      |
| 176 | Jarosław Marycz    | SBS    | + 2' 24"   |

| #   | Zawodnik           | Zespół | Czas       |
| --- | ------------------ | ------ | ---------- |
| 1   | Daniele Bennati    | LEO    | 4h 28' 11" |
| 2   | Jakob Fuglsang     | LEO    | + 0"       |
| 3   | Peter Sagan        | LIQ    | + 4"       |
|     |                    |        |            |
| 56  | Michał Gołaś       | VCD    | + 39"      |
| 94  | Rafał Majka        | SBS    | + 56"      |
| 97  | Przemysław Niemiec | LAM    | + 1' 00"   |
| 164 | Jarosław Marycz    | SBS    | + 3' 16"   |

### Etap 3 – 22.08: Petrer > Totana, 163 km
| #   | Zawodnik           | Zespół | Czas       |
| --- | ------------------ | ------ | ---------- |
| 1   | Pablo Lastras      | MOV    | 3h 58' 00" |
| 2   | Sylvain Chavanel   | QST    | + 15"      |
| 3   | Markel Irizar      | RSH    | + 15"      |
|     |                    |        |            |
| 69  | Przemysław Niemiec | LAM    | + 3' 06"   |
| 115 | Rafał Majka        | SBS    | + 7' 28"   |
| 121 | Michał Gołaś       | VCD    | + 7' 28"   |
| 148 | Jarosław Marycz    | SBS    | + 10' 25"  |

| #   | Zawodnik           | Zespół | Czas       |
| --- | ------------------ | ------ | ---------- |
| 1   | Pablo Lastras      | MOV    | 8h 25' 59" |
| 2   | Sylvain Chavanel   | QST    | + 20"      |
| 3   | Markel Irizar      | RSH    | + 1' 08"   |
|     |                    |        |            |
| 83  | Przemysław Niemiec | LAM    | + 4' 16"   |
| 111 | Michał Gołaś       | VCD    | + 8' 19"   |
| 115 | Rafał Majka        | SBS    | + 8' 34"   |
| 156 | Jarosław Marycz    | SBS    | + 13' 53"  |

### Etap 4 – 23.08: Baza > Sierra Nevada, 170,2 km
| #   | Zawodnik             | Zespół | Czas       |
| --- | -------------------- | ------ | ---------- |
| 1   | Daniel Moreno        | KAT    | 4h 51' 53" |
| 2   | Chris Anker Sørensen | SBS    | + 4"       |
| 3   | Daniel Martin        | GRM    | + 11"      |
|     |                      |        |            |
| 5   | Przemysław Niemiec   | LAM    | + 11"      |
| 59  | Rafał Majka          | SBS    | + 3' 55"   |
| 114 | Michał Gołaś         | VCD    | + 18' 27"  |
| 169 | Jarosław Marycz      | SBS    | + 24' 25"  |

| #   | Zawodnik           | Zespół | Czas        |
| --- | ------------------ | ------ | ----------- |
| 1   | Sylvain Chavanel   | QST    | 13h 19' 09" |
| 2   | Daniel Moreno      | KAT    | + 43"       |
| 3   | Jakob Fuglsang     | LEO    | + 49"       |
|     |                    |        |             |
| 40  | Przemysław Niemiec | LAM    | + 3' 10"    |
| 68  | Rafał Majka        | SBS    | + 11' 12"   |
| 112 | Michał Gołaś       | VCD    | + 25' 29"   |
| 174 | Jarosław Marycz    | SBS    | + 37' 01"   |

### Etap 5 – 24.08: Sierra Nevada > Valdepeñas de Jaén, 187 km
| #   | Zawodnik           | Zespół | Czas      |
| --- | ------------------ | ------ | --------- |
| 1   | Joaquim Rodríguez  | KAT    | 4h 42' 54 |
| 2   | Wouter Poels       | VCD    | + 4"      |
| 3   | Daniel Moreno      | KAT    | + 5"      |
|     |                    |        |           |
| 39  | Rafał Majka        | SBS    | + 42"     |
| 77  | Przemysław Niemiec | LAM    | + 9' 16"  |
| 81  | Michał Gołaś       | VCD    | + 9' 16"  |
| 170 | Jarosław Marycz    | SBS    | + 32' 01" |

| #   | Zawodnik           | Zespół | Czas         |
| --- | ------------------ | ------ | ------------ |
| 1   | Sylvain Chavanel   | QST    | 18h 02' 34"  |
| 2   | Daniel Moreno      | KAT    | + 9"         |
| 3   | Joaquim Rodríguez  | KAT    | + 23"        |
|     |                    |        |              |
| 50  | Rafał Majka        | SBS    | + 11' 23"    |
| 53  | Przemysław Niemiec | LAM    | + 11' 55"    |
| 109 | Michał Gołaś       | VCD    | + 34' 14"    |
| 181 | Jarosław Marycz    | SBS    | + 1h 08' 31" |

### Etap 6 – 25.08: Úbeda > Kordoba, 196,8 km
| #   | Zawodnik           | Zespół | Czas       |
| --- | ------------------ | ------ | ---------- |
| 1   | Peter Sagan        | LIQ    | 4h 38' 22" |
| 2   | Pablo Lastras      | MOV    | + 0"       |
| 3   | Valerio Agnoli     | LIQ    | + 0"       |
|     |                    |        |            |
| 29  | Rafał Majka        | SBS    | + 23"      |
| 69  | Przemysław Niemiec | LAM    | + 5' 19"   |
| 70  | Michał Gołaś       | VCD    | + 5' 19"   |
| 152 | Jarosław Marycz    | SBS    | + 17' 32"  |

| #   | Zawodnik           | Zespół | Czas         |
| --- | ------------------ | ------ | ------------ |
| 1   | Sylvain Chavanel   | QST    | 22h 41' 13"  |
| 2   | Daniel Moreno      | KAT    | + 15"        |
| 3   | Vincenzo Nibali    | LIQ    | + 16"        |
|     |                    |        |              |
| 43  | Rafał Majka        | SBS    | + 11' 29"    |
| 58  | Przemysław Niemiec | LAM    | + 16' 57"    |
| 95  | Michał Gołaś       | VCD    | + 39' 16"    |
| 177 | Jarosław Marycz    | SBS    | + 1h 25' 46" |

### Etap 7 – 26.08: Almadén > Talavera de la Reina, 187,6 km
| #   | Zawodnik           | Zespół | Czas       |
| --- | ------------------ | ------ | ---------- |
| 1   | Marcel Kittel      | SKS    | 4h 47' 59" |
| 2   | Peter Sagan        | LIQ    | + 0"       |
| 3   | Óscar Freire       | RAB    | + 0"       |
|     |                    |        |            |
| 29  | Jarosław Marycz    | SBS    | + 0"       |
| 104 | Przemysław Niemiec | LAM    | + 0"       |
| 118 | Rafał Majka        | SBS    | + 0"       |
| 173 | Michał Gołaś       | VCD    | + 0"       |

| #   | Zawodnik           | Zespół | Czas         |
| --- | ------------------ | ------ | ------------ |
| 1   | Sylvain Chavanel   | QST    | 27h 29' 12"  |
| 2   | Daniel Moreno      | KAT    | + 15"        |
| 3   | Vincenzo Nibali    | LIQ    | + 16"        |
|     |                    |        |              |
| 43  | Rafał Majka        | SBS    | + 11' 29"    |
| 58  | Przemysław Niemiec | LAM    | + 16' 57"    |
| 94  | Michał Gołaś       | VCD    | + 39' 16"    |
| 176 | Jarosław Marycz    | SBS    | + 1h 25' 46" |

### Etap 8 – 27.08: Talavera de la Reina > San Lorenzo de El Escorial, 177,3 km
| #   | Zawodnik           | Zespół | Czas       |
| --- | ------------------ | ------ | ---------- |
| 1   | Joaquim Rodríguez  | KAT    | 4h 49' 01" |
| 2   | Michele Scarponi   | LAM    | + 09"      |
| 3   | Bauke Mollema      | RAB    | + 09"      |
|     |                    |        |            |
| 39  | Rafał Majka        | SBS    | + 1' 08"   |
| 56  | Przemysław Niemiec | LAM    | + 1' 57"   |
| 168 | Jarosław Marycz    | SBS    | + 20' 46"  |

| #   | Zawodnik           | Zespół | Czas         |
| --- | ------------------ | ------ | ------------ |
| 1   | Joaquim Rodríguez  | KAT    | 32h 18' 16"  |
| 2   | Daniel Moreno      | KAT    | + 32"        |
| 3   | Jakob Fuglsang     | LEO    | + 34"        |
|     |                    |        |              |
| 43  | Rafał Majka        | SBS    | + 12' 34"    |
| 54  | Przemysław Niemiec | LAM    | + 18' 51"    |
| 175 | Jarosław Marycz    | SBS    | + 1h 46' 29" |

### Etap 9 – 28.08: Villacastín > La Covatilla, 183 km
| #   | Zawodnik           | Zespół | Czas       |
| --- | ------------------ | ------ | ---------- |
| 1   | Daniel Martin      | GRM    | 4h 52' 14" |
| 2   | Bauke Mollema      | RAB    | + 01"      |
| 3   | Juan José Cobo     | GEO    | + 03"      |
|     |                    |        |            |
| 27  | Rafał Majka        | SBS    | + 1' 08"   |
| 69  | Przemysław Niemiec | LAM    | + 7' 34"   |
| 133 | Jarosław Marycz    | SBS    | + 18' 46"  |

| #   | Zawodnik           | Zespół | Czas         |
| --- | ------------------ | ------ | ------------ |
| 1   | Bauke Mollema      | RAB    | 37h 11' 17"  |
| 2   | Joaquim Rodríguez  | KAT    | + 01"        |
| 3   | Vincenzo Nibali    | LIQ    | + 09"        |
|     |                    |        |              |
| 42  | Rafał Majka        | SBS    | + 12' 55"    |
| 56  | Przemysław Niemiec | LAM    | + 25' 38"    |
| 172 | Jarosław Marycz    | SBS    | + 2h 04' 28" |

### Etap 10 – 29.08: Salamanka > Salamanka, 47 km
| #  | Zawodnik           | Zespół | Czas     |
| -- | ------------------ | ------ | -------- |
| 1  | Tony Martin        | THR    | 55' 54"  |
| 2  | Chris Froome       | SKY    | + 59"    |
| 3  | Bradley Wiggins    | SKY    | + 1' 22" |
|    |                    |        |          |
| 52 | Jarosław Marycz    | SBS    | + 4' 24" |
| 65 | Rafał Majka        | SBS    | + 5' 04" |
| 86 | Przemysław Niemiec | LAM    | + 5' 51" |

| #   | Zawodnik           | Zespół | Czas         |
| --- | ------------------ | ------ | ------------ |
| 1   | Chris Froome       | SKY    | 38h 09' 13"  |
| 2   | Jakob Fuglsang     | LEO    | + 12"        |
| 3   | Bradley Wiggins    | SKY    | + 20"        |
|     |                    |        |              |
| 40  | Rafał Majka        | SBS    | + 15' 57"    |
| 55  | Przemysław Niemiec | LAM    | + 29' 27"    |
| 169 | Jarosław Marycz    | SBS    | + 2h 06' 50" |

### Etap 11 – 31.08: Verín > Manzaneda, 167 km
| #   | Zawodnik           | Zespół | Czas       |
| --- | ------------------ | ------ | ---------- |
| 1   | David Moncoutié    | COF    | 4h 38' 00" |
| 2   | Beñat Intxausti    | MOV    | + 1' 18"   |
| 3   | Luis León Sánchez  | RAB    | + 1' 18"   |
|     |                    |        |            |
| 42  | Rafał Majka        | SBS    | + 3' 57"   |
| 87  | Przemysław Niemiec | LAM    | + 17' 14"  |
| 176 | Jarosław Marycz    | SBS    | + 26' 04"  |

| #   | Zawodnik           | Zespół | Czas         |
| --- | ------------------ | ------ | ------------ |
| 1   | Bradley Wiggins    | SKY    | 42h 50' 41"  |
| 2   | Chris Froome       | SKY    | + 7"         |
| 3   | Vincenzo Nibali    | LIQ    | + 11"        |
|     |                    |        |              |
| 38  | Rafał Majka        | SBS    | + 16' 26"    |
| 57  | Przemysław Niemiec | LAM    | + 43' 13"    |
| 169 | Jarosław Marycz    | SBS    | + 2h 29' 26" |

### Etap 12 – 01.09: Ponteareas > Pontevedra, 167,3 km
| #   | Zawodnik           | Zespół | Czas       |
| --- | ------------------ | ------ | ---------- |
| 1   | Peter Sagan        | LIQ    | 4h 03' 01" |
| 2   | John Degenkolb     | THR    | + 0"       |
| 3   | Daniele Bennati    | LEO    | + 0"       |
|     |                    |        |            |
| 45  | Rafał Majka        | SBS    | + 11"      |
| 66  | Przemysław Niemiec | LAM    | + 19"      |
| 129 | Jarosław Marycz    | SBS    | + 1' 11"   |

| #   | Zawodnik           | Zespół | Czas         |
| --- | ------------------ | ------ | ------------ |
| 1   | Bradley Wiggins    | SKY    | 46h 53' 47"  |
| 2   | Chris Froome       | SKY    | + 7"         |
| 3   | Fredrik Kessiakoff | AST    | + 9"         |
|     |                    |        |              |
| 36  | Rafał Majka        | SBS    | + 16' 32"    |
| 55  | Przemysław Niemiec | LAM    | + 43'27"     |
| 168 | Jarosław Marycz    | SBS    | + 2h 30' 32" |

### Etap 13 – 02.09: Sarria > Ponferrada, 158,2 km
| #   | Zawodnik           | Zespół | Czas       |
| --- | ------------------ | ------ | ---------- |
| 1   | Michael Albasini   | THR    | 4h 19' 39" |
| 2   | Eros Capecchi      | LIQ    | + 0"       |
| 3   | Daniel Moreno      | KAT    | + 0"       |
|     |                    |        |            |
| 44  | Przemysław Niemiec | LAM    | + 1' 33"   |
| 47  | Rafał Majka        | SBS    | + 1' 33"   |
| 113 | Jarosław Marycz    | SBS    | + 21' 00"  |

| #   | Zawodnik           | Zespół | Czas         |
| --- | ------------------ | ------ | ------------ |
| 1   | Bradley Wiggins    | SKY    | 51h 14' 59"  |
| 2   | Vincenzo Nibali    | LIQ    | + 4"         |
| 3   | Chris Froome       | SKY    | + 7"         |
|     |                    |        |              |
| 34  | Rafał Majka        | SBS    | + 16' 32"    |
| 49  | Przemysław Niemiec | LAM    | + 43' 27"    |
| 165 | Jarosław Marycz    | SBS    | + 2h 49' 59" |

### Etap 14 – 03.09: Astorga > Lagos de Somiedo, 172,8 km
| #   | Zawodnik           | Zespół | Czas       |
| --- | ------------------ | ------ | ---------- |
| 1   | Rein Taaramäe      | COF    | 4h 39' 01" |
| 2   | Juan José Cobo     | GEO    | + 25"      |
| 3   | David de la Fuente | GEO    | + 29"      |
|     |                    |        |            |
| 20  | Rafał Majka        | SBS    | + 1' 48"   |
| 57  | Przemysław Niemiec | LAM    | + 20' 23"  |
| 160 | Jarosław Marycz    | SBS    | + 30' 20"  |

| #   | Zawodnik           | Zespół | Czas         |
| --- | ------------------ | ------ | ------------ |
| 1   | Bradley Wiggins    | SKY    | 55h 54' 45"  |
| 2   | Chris Froome       | SKY    | + 7"         |
| 3   | Bauke Mollema      | RAB    | + 36"        |
|     |                    |        |              |
| 29  | Rafał Majka        | SBS    | + 17' 35"    |
| 51  | Przemysław Niemiec | LAM    | + 1h 03' 05" |
| 164 | Jarosław Marycz    | SBS    | + 3h 19' 34" |

### Etap 15 – 04.09: Avilés > Angliru, 142,2 km
| #   | Zawodnik           | Zespół | Czas       |
| --- | ------------------ | ------ | ---------- |
| 1   | Juan José Cobo     | GEO    | 4h 01' 55" |
| 2   | Wouter Poels       | VCD    | + 48"      |
| 3   | Denis Mienszow     | GEO    | + 48"      |
|     |                    |        |            |
| 41  | Przemysław Niemiec | LAM    | + 8' 05"   |
| 61  | Rafał Majka        | SBS    | + 12' 14"  |
| 131 | Jarosław Marycz    | SBS    | + 21' 04"  |

| #   | Zawodnik           | Zespół | Czas         |
| --- | ------------------ | ------ | ------------ |
| 1   | Juan José Cobo     | GEO    | 59h 57' 16"  |
| 2   | Chris Froome       | SKY    | + 20"        |
| 3   | Bradley Wiggins    | SKY    | + 46"        |
|     |                    |        |              |
| 30  | Rafał Majka        | SBS    | + 29' 14"    |
| 50  | Przemysław Niemiec | LAM    | + 1h 10' 35" |
| 161 | Jarosław Marycz    | SBS    | + 3h 40' 03" |

### Etap 16 – 06.09: La Olmeda – Haro, 188,1 km
| #   | Zawodnik            | Zespół | Czas       |
| --- | ------------------- | ------ | ---------- |
| 1   | Juan José Haedo     | SBS    | 4h 41' 56" |
| 2   | Alessandro Petacchi | LAM    | + 0"       |
| 3   | Daniele Bennati     | LEO    | + 0"       |
|     |                     |        |            |
| 110 | Przemysław Niemiec  | LAM    | + 1' 11"   |
| 142 | Jarosław Marycz     | SBS    | + 1' 34"   |
| 176 | Rafał Majka         | SBS    | + 18' 49"  |

| #   | Zawodnik           | Zespół | Czas         |
| --- | ------------------ | ------ | ------------ |
| 1   | Juan José Cobo     | GEO    | 59h 57' 16"  |
| 2   | Chris Froome       | SKY    | + 20"        |
| 3   | Bradley Wiggins    | SKY    | + 46"        |
|     |                    |        |              |
| 39  | Rafał Majka        | SBS    | + 48' 01"    |
| 50  | Przemysław Niemiec | LAM    | + 1h 11' 44" |
| 163 | Jarosław Marycz    | SBS    | + 3h 41' 35" |

### Etap 17 – 07.09: Faustino V > Peña Cabarga, 211 km
| #   | Zawodnik           | Zespół | Czas       |
| --- | ------------------ | ------ | ---------- |
| 1   | Chris Froome       | SKY    | 4h 52' 38" |
| 2   | Juan José Cobo     | GEO    | + 1"       |
| 3   | Bauke Mollema      | RAB    | + 21"      |
|     |                    |        |            |
| 91  | Przemysław Niemiec | LAM    | + 17' 53'” |
| 137 | Jarosław Marycz    | SBS    | + 22' 57"  |

| #   | Zawodnik           | Zespół | Czas         |
| --- | ------------------ | ------ | ------------ |
| 1   | Juan José Cobo     | GEO    | 69h 31' 41"  |
| 2   | Chris Froome       | SKY    | + 13"        |
| 3   | Bradley Wiggins    | SKY    | + 1' 41"     |
|     |                    |        |              |
| 50  | Przemysław Niemiec | LAM    | + 1h 29' 48" |
| 159 | Jarosław Marycz    | SBS    | + 4h 04' 43" |

### Etap 18 – 08.09: Solares > Noja, 174,6 km
| #  | Zawodnik           | Zespół | Czas       |
| -- | ------------------ | ------ | ---------- |
| 1  | Francesco Gavazzi  | LAM    | 4h 24' 42" |
| 2  | Kristof Vandewalle | QST    | + 0"       |
| 3  | Alexandre Geniez   | SKS    | + 10"      |
|    |                    |        |            |
| 78 | Jarosław Marycz    | SBS    | + 7' 42"   |
| 79 | Przemysław Niemiec | LAM    | + 7' 42"   |

| #   | Zawodnik           | Zespół | Czas         |
| --- | ------------------ | ------ | ------------ |
| 1   | Juan José Cobo     | GEO    | 74h 04' 05"  |
| 2   | Chris Froome       | SKY    | + 13"        |
| 3   | Bradley Wiggins    | SKY    | + 1' 41"     |
|     |                    |        |              |
| 48  | Przemysław Niemiec | LAM    | + 1h 29' 48" |
| 152 | Jarosław Marycz    | SBS    | + 4h 04' 43" |

### Etap 19 – 09.09: Noja > Bilbao, 158,5 km
| #  | Zawodnik           | Zespół | Czas       |
| -- | ------------------ | ------ | ---------- |
| 1  | Igor Antón         | EUS    | 3h 53' 34" |
| 2  | Marzio Bruseghin   | MOV    | + 41"      |
| 3  | Dominik Nerz       | LIQ    | + 1' 30"   |
|    |                    |        |            |
| 71 | Przemysław Niemiec | LAM    | + 11' 37"  |
| 90 | Jarosław Marycz    | SBS    | + 15' 09"  |

| #   | Zawodnik           | Zespół | Czas         |
| --- | ------------------ | ------ | ------------ |
| 1   | Juan José Cobo     | GEO    | 77h 59' 12"  |
| 2   | Chris Froome       | SKY    | + 13"        |
| 3   | Bradley Wiggins    | SKY    | + 1' 41"     |
|     |                    |        |              |
| 48  | Przemysław Niemiec | LAM    | + 1h 39' 52" |
| 149 | Jarosław Marycz    | SBS    | + 4h 18' 19" |

### Etap 20 – 10.09: Bilbao > Vitoria-Gasteiz, 185 km
| #   | Zawodnik           | Zespół | Czas       |
| --- | ------------------ | ------ | ---------- |
| 1   | Daniele Bennati    | LEO    | 4h 39' 20" |
| 2   | Enrico Gasparotto  | AST    | + 0"       |
| 3   | Damiano Caruso     | LIQ    | + 0"       |
|     |                    |        |            |
| 87  | Przemysław Niemiec | LAM    | + 10' 23"  |
| 101 | Jarosław Marycz    | SBS    | + 10' 23"  |

| #   | Zawodnik           | Zespół | Czas         |
| --- | ------------------ | ------ | ------------ |
| 1   | Juan José Cobo     | GEO    | 82h 38' 32"  |
| 2   | Chris Froome       | SKY    | + 13"        |
| 3   | Bradley Wiggins    | SKY    | + 1' 39"     |
|     |                    |        |              |
| 53  | Przemysław Niemiec | LAM    | + 1h 50' 15" |
| 112 | Jarosław Marycz    | SBS    | + 4h 28' 42" |

### Etap 21 – 11.09: Circuito del Jarama > Madryt, 94,2 km
| #   | Zawodnik            | Zespół | Czas       |
| --- | ------------------- | ------ | ---------- |
| 1   | Peter Sagan         | LIQ    | 2h 20' 59" |
| 2   | Daniele Bennati     | LEO    | + 0"       |
| 3   | Alessandro Petacchi | LAM    | + 0"       |
|     |                     |        |            |
| 95  | Przemysław Niemiec  | LAM    | + 21"      |
| 133 | Jarosław Marycz     | SBS    | + 36"      |

| #   | Zawodnik           | Zespół | Czas         |
| --- | ------------------ | ------ | ------------ |
| 1   | Juan José Cobo     | GEO    | 84h 59' 31"  |
| 2   | Chris Froome       | SKY    | + 13"        |
| 3   | Bradley Wiggins    | SKY    | + 1' 39"     |
|     |                    |        |              |
| 54  | Przemysław Niemiec | LAM    | + 1h 50' 36" |
| 149 | Jarosław Marycz    | SBS    | + 4h 29' 18" |

## Posiadacze koszulek po poszczególnych etapach
| Etap                 | Zwycięzca            | Klasyfikacja Generalna | Klasyfikacja Punktowa           | Klasyfikacja Górska | Klasyfikacja Kombinowana | Klasyfikacja Drużynowa     |
| -------------------- | -------------------- | ---------------------- | ------------------------------- | ------------------- | ------------------------ | -------------------------- |
| 1                    | Leopard Trek Team    | Jakob Fuglsang         | –                               | –                   | –                        | Leopard Trek Team          |
| 2                    | Christopher Sutton   | Daniele Bennati        | Christopher Sutton              | Paul Martens        | Jesús Rosendo            | Leopard Trek Team          |
| 3                    | Pablo Lastras        | Pablo Lastras          | Pablo Lastras                   | Pablo Lastras       | Pablo Lastras            | Movistar Team              |
| 4                    | Daniel Moreno        | Sylvain Chavanel       | Pablo Lastras                   | Daniel Moreno       | Daniel Moreno            | Team RadioShack            |
| 5                    | Joaquim Rodríguez    | Sylvain Chavanel       | Daniel Moreno                   | Daniel Moreno       | Daniel Moreno            | Team RadioShack            |
| 6                    | Peter Sagan          | Sylvain Chavanel       | Joaquim Rodríguez               | Daniel Moreno       | Daniel Moreno            | Team RadioShack            |
| 7                    | Marcel Kittel        | Sylvain Chavanel       | Peter Sagan                     | Daniel Moreno       | Daniel Moreno            | Team RadioShack            |
| 8                    | Joaquim Rodríguez    | Joaquim Rodríguez      | Joaquim Rodríguez               | Daniel Moreno       | Daniel Moreno            | Team RadioShack            |
| 9                    | Daniel Martin        | Bauke Mollema          | Joaquim Rodríguez               | Daniel Martin       | Bauke Mollema            | Geox-TMC / Team RadioShack |
| 10                   | Tony Martin          | Chris Froome           | Joaquim Rodríguez               | Daniel Martin       | Bauke Mollema            | Leopard Trek Team          |
| 11                   | David Moncoutié      | Bradley Wiggins        | Joaquim Rodríguez               | Matteo Montaguti    | Bauke Mollema            | Team RadioShack            |
| 12                   | Peter Sagan          | Bradley Wiggins        | Joaquim Rodríguez               | Matteo Montaguti    | Bauke Mollema            | Team RadioShack            |
| 13                   | Michael Albasini     | Bradley Wiggins        | Joaquim Rodríguez               | David Moncoutié     | Daniel Moreno            | Team RadioShack            |
| 14                   | Rein Taaramäe        | Bradley Wiggins        | Joaquim Rodríguez               | David Moncoutié     | Bauke Mollema            | Geox-TMC                   |
| 15                   | Juan José Cobo       | Juan José Cobo         | Joaquim Rodríguez               | David Moncoutié     | Juan José Cobo           | Geox-TMC                   |
| 16                   | Juan José Haedo      | Juan José Cobo         | Joaquim Rodríguez               | David Moncoutié     | Juan José Cobo           | Geox-TMC                   |
| 17                   | Chris Froome         | Juan José Cobo         | Bauke Mollema                   | David Moncoutié     | Juan José Cobo           | Geox-TMC                   |
| 18                   | Francesco Gavazzi    | Juan José Cobo         | Joaquim Rodríguez               | David Moncoutié     | Juan José Cobo           | Geox-TMC                   |
| 19                   | Igor Antón           | Juan José Cobo         | Joaquim Rodríguez               | David Moncoutié     | Juan José Cobo           | Geox-TMC                   |
| 20                   | Daniele Bennati      | Juan José Cobo         | Joaquim Rodríguez Bauke Mollema | David Moncoutié     | Juan José Cobo           | Geox-TMC                   |
| 21                   | Peter Sagan          | Juan José Cobo         | Bauke Mollema                   | David Moncoutié     | Juan José Cobo           | Geox-TMC                   |
| Klasyfikacja końcowa | Klasyfikacja końcowa | Juan José Cobo         | Bauke Mollema                   | David Moncoutié     | Juan José Cobo           | Geox-TMC                   |

## Klasyfikacje
| Poz. | Zawodnik              | Drużyna | Czas         |
| ---- | --------------------- | ------- | ------------ |
| 1    | Juan José Cobo        | GEO     | 84h 59' 31"  |
| 2    | Chris Froome          | SKY     | + 13"        |
| 3    | Bradley Wiggins       | SKY     | + 1' 41"     |
| 4    | Bauke Mollema         | RAB     | + 2' 03"     |
| 5    | Denis Mienszow        | GEO     | + 3' 48"     |
| 6    | Maxime Monfort        | LEO     | + 4' 13"     |
| 7    | Vincenzo Nibali       | LIQ     | + 4' 31"     |
| 8    | Jurgen Van den Broeck | OLO     | + 4' 45"     |
| 9    | Daniel Moreno         | KAT     | + 5' 20"     |
| 10   | Mikel Nieve           | EUS     | + 5' 33"     |
|      |                       |         |              |
| 54   | Przemysław Niemiec    | LAM     | + 1h 50' 36" |
| 149  | Jarosław Marycz       | SBS     | + 4h 29' 18" |

| Poz. | Zawodnik           | Drużyna | Punkty |
| ---- | ------------------ | ------- | ------ |
| 1    | Bauke Mollema      | RAB     | 122    |
| 2    | Joaquim Rodríguez  | KAT     | 115    |
| 3    | Daniele Bennati    | LEO     | 101    |
| 4    | Peter Sagan        | LIQ     | 100    |
| 5    | Juan José Cobo     | GEO     | 92     |
| 6    | Chris Froome       | SKY     | 88     |
| 7    | Daniel Moreno      | KAT     | 83     |
| 8    | Wout Poels         | VCD     | 71     |
| 9    | Daniel Martin      | GRM     | 70     |
| 10   | Bradley Wiggins    | SKY     | 69     |
|      |                    |         |        |
| 59   | Przemysław Niemiec | LAM     | 12     |
| –    | Jarosław Marycz    | SBS     |        |

| Poz. | Zawodnik             | Drużyna | Punkty |
| ---- | -------------------- | ------- | ------ |
| 1    | David Moncoutié      | COF     | 69     |
| 2    | Matteo Montaguti     | ALM     | 56     |
| 3    | Juan José Cobo       | GEO     | 42     |
| 4    | Daniel Martin        | GRM     | 33     |
| 5    | Daniel Moreno        | KAT     | 32     |
| 6    | David de la Fuente   | GEO     | 24     |
| 7    | Nico Sijmens         | COF     | 22     |
| 8    | Chris Froome         | SKY     | 21     |
| 9    | Chris Anker Sørensen | SBS     | 20     |
| 10   | Koen de Kort         | SKS     | 19     |
|      |                      |         |        |
| 41   | Przemysław Niemiec   | LAM     | 4      |
| –    | Jarosław Marycz      | SBS     |        |

| Poz. | Zawodnik             | Drużyna | Punkty |
| ---- | -------------------- | ------- | ------ |
| 1    | Juan José Cobo       | GEO     | 9      |
| 2    | Chris Froome         | SKY     | 16     |
| 3    | Bauke Mollema        | RAB     | 17     |
| 4    | Daniel Moreno        | KAT     | 21     |
| 5    | Daniel Martin        | GRM     | 26     |
| 6    | Wout Poels           | VCD     | 38     |
| 7    | Bradley Wiggins      | SKY     | 39     |
| 8    | Joaquim Rodríguez    | KAT     | 48     |
| 9    | Chris Anker Sørensen | SBS     | 51     |
| 10   | Denis Mienszow       | GEO     | 51     |
|      |                      |         |        |
| 32   | Przemysław Niemiec   | LAM     | 154    |
|      | Jarosław Marycz      | SBS     |        |

| Poz | Drużyna               | Czas         |
| --- | --------------------- | ------------ |
| 1   | Geox-TMC              | 254h 32' 28" |
| 2   | Leopard Trek Team     | + 10' 19"    |
| 3   | Euskaltel-Euskadi     | + 16' 44"    |
| 4   | Team Katusha          | + 43' 18"    |
| 5   | Ag2r-La Mondiale      | + 43' 27"    |
| 6   | Rabobank Cycling Team | + 54' 32"    |
| 7   | Pro Team Astana       | + 58' 56"    |
| 8   | Liquigas-Doimo        | + 1h 01' 51" |
| 9   | Movistar Team         | + 1h 05' 11" |
| 10  | Sky Procycling        | + 1h 09' 45" |